# دی‌ال-فسفینوتریسین
دی‌ال-فسفینوتریسین (به انگلیسی: DL-Phosphinothricin) یک ترکیب شیمیایی با شناسه پاب‌کم ۵۳۵۹۷ است.